# Dinde
Dinde – miasto w Angoli, w prowincji Huíla.